# Muntele Pelée
Muntele Pelée (în franceză Montagne Pelée) este un vulcan activ din departamentul francez Martinica, care a intrat în istorie după erupția violentă petrecută în dimineața zilei de 8 mai 1902. Erupția a dus la producerea unui tsunami care a inundat orașul Saint-Pierre. O laterală a vulcanului s-a prăbușit, ducând la eliberarea de noroi și apă fierbinte peste fermele de zahăr și îngropând oamenii de vii. Erupția din Martinica a făcut cele mai multe victime dintre toate erupțiile din secolul XX, cu un total de 29.000 de morți.
Muntele Pelée este un stratovulcan care emite magmă prea vâscoasă pentru a produce scurgeri. Această magmă formează domuri de lavă în partea de sus a vulcanului, domuri a căror creștere este întreruptă periodic de alunecări de teren sau de explozii de gaze.

## Erupția din 1902

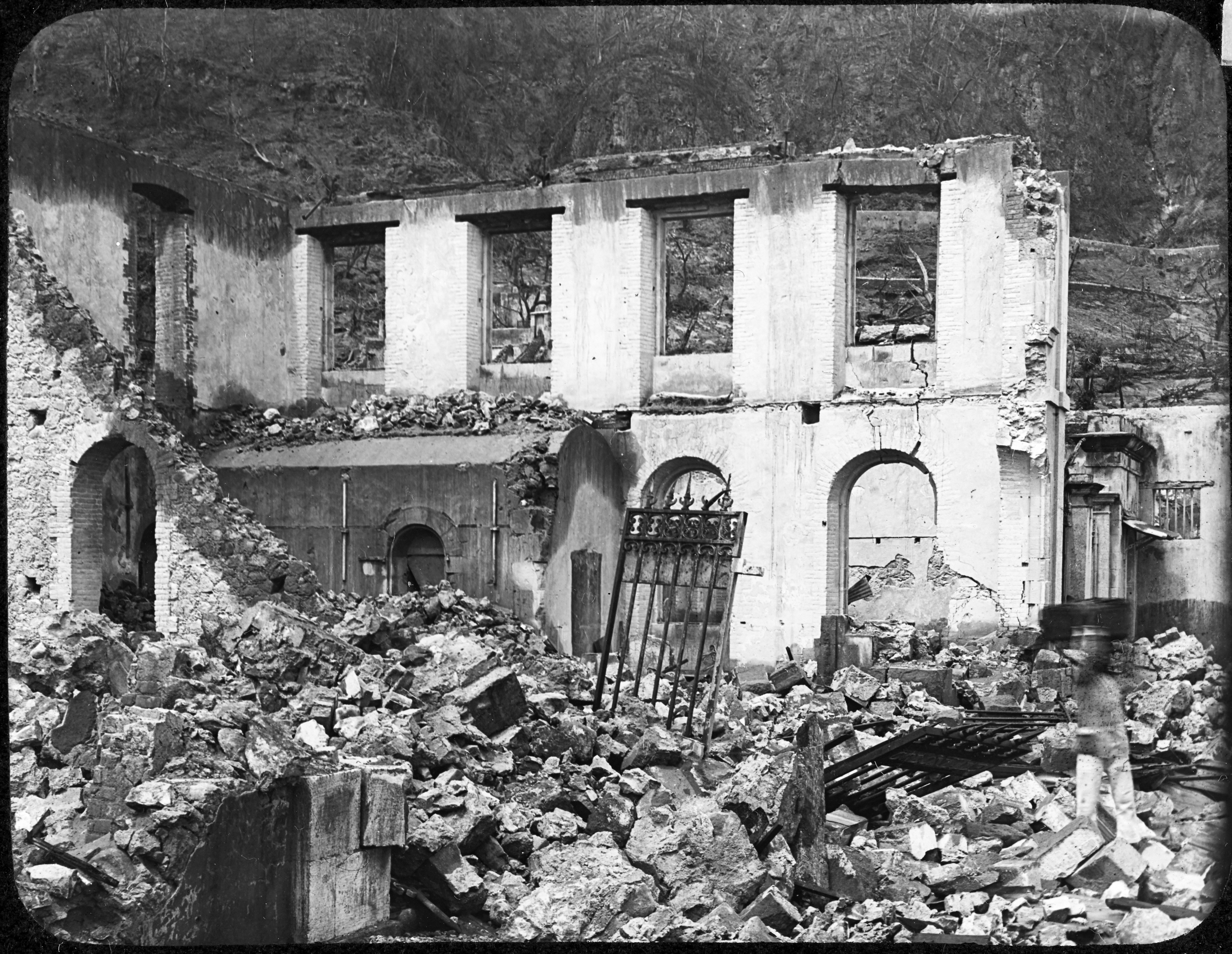
Saint-Pierre după erupția din 8 mai

În anul 1902, localitatea Saint-Pierre era socotită a fi cel mai mare oraș al insulei Martinica, centru comercial important din Marea Caraibilor. La 8 km de localitate se află Muntele Pelée, ce se traduce „Muntele Pleșuv”, vulcan considerat stins de multă vreme. Craterul ce se află la o înălțime de 1.400 m găzduia un lac vulcanic. În anul 1902, printr-o crăpătura a muntelui și-a făcut apariția o coloană de fum gros, însoțită de zgomote înăbușite, dar acest incident nu a fost o îngrijorare pentru locuitorii pașnici ai zonei. Timp de câteva zile s-au succedat cutremure abia sesizabile, apoi alt nor de fum, ce a împrăștiat un strat de cenușă peste împrejurimi. În versantul Muntelui Pelée s-a format un nou vulcan, iar în craterul acestuia s-a acumulat un lac ale cărui ape aveau un conținut mare de sulf. Intensitatea vulcanică a devenit tot mai amenințătoare pentru localnici, astfel că mulți dintre ei și-au împachetat lucrurile și au părăsit orașul. Ca urmare a agitației telurice datorită vulcanului, un alt vulcan din cadrul aceluiași arhipelag, La Soufrière din insula Sf. Vincențiu s-a reactivat și el. Erupția acestui vulcan a potolit agitația locuitorilor Saint-Pierre, mulți dintre ei revenind în localitate. Dar pe 8 mai, Muntele Pelée a ajuns într-o fază critică și, până la urmă, o explozie nimicitoare a spulberat vârful muntelui. Norul de praf încins ce avea o temperatură de 1.200°C a izbucnit din crater, ucigând toți locuitorii din Saint-Pierre în doar două minute. Norul încins a șters de pe suprafața pământului toate edificiile, nelăsând în urmă decât ruine. Cenușa emana o căldură atât de mare încât la câteva ore de la explozie, nici vapoarele nu se puteau apropia de port.
Echipele de salvatori au venit de la Fort-de-France în după-amiaza aceleiași zile. Timp de 15 zile ruinele au fost scormonite în căutare de supraviețuitori. Patru zile mai târziu, echipele îl descopereau pe Louis-Auguste Cyparis despre care presa avea să scrie că e singurul supraviețuitor. În realitate, cu excepția celor de la bordul vasului Rovanna, au mai fost încă două persoane care au scăpat cu arsuri grave. 
Orașul Saint-Pierre nu și-a mai revenit niciodată după dezastru. Populația actuală nu depășește 5.000 de locuitori. Muntele Pelée și-a continuat activitatea și în următoarele săptămâni, o a doua erupție venind în 20 mai și o alta foarte puternică în 30 august același an. Studierea fenomenului a dus la apariția unei noi științe, vulcanologia. Tot atunci au apărut în limbajul de specialitate și termenul de „nor piroclastic” (nuée ardente, în franceză), ca și acela de „erupție peléană”.